# 玫瑰輪盾介殼蟲
玫瑰輪盾介殼蟲（学名：Aulacaspis rosae）为盾介殼蟲科輪盾介殼蟲屬下的一个种。